# Dardo Rocha
Dardo Rocha, född  den 1 september 1838 i Buenos Aires, död där den 6 september 1921, var en argentinsk politiker, soldat och journalist.

## Biografi
År 1855 studerade Rocha sitt första år i filosofi hos sin avlägsna farbror Miguel Francisco de Villegas, som senare skulle bli hans svåger. År 1856 utnämndes han till förste anställde vid Buenos Aires offentliga bibliotek. Han inledde sin litterära resa 1857 med en kort biografisk essä om Bernardino Rivadavia.
Från 1881 till 1884 var han president i provinsen Buenos Aires. Under hans mandatperiod grundades staden La Plata som provinsens nya huvudstad, baserat på Jules Vernes ritningar.